# Conferencia General de Pesas y Medidas
La Conferencia General de Pesas y Medidas (en francés: Conférence générale des poids et mesures, CGPM) es el órgano de decisión de la Oficina Internacional de Pesas y Medidas. Tiene a su cargo tomar decisiones en materia de metrología y, en particular, en lo que concierne al Sistema Internacional de Unidades. Fue creada por la Convención del Metro, en 1875.
Se integra por los delegados de los Estados miembros de la Convención del Metro y los estados asociados, y se reúne una vez cada 4 años. La primera conferencia tuvo lugar en 1889, y las cuatro últimas en 2007 (23.ª), 2011 (24.ª), 2014 (25.ª) y 2018 (26.ª). Las reuniones se llevan a cabo en las instalaciones de la Oficina Internacional de Pesas y Medidas ubicadas en la ciudad de Sèvres, un suburbio de París.
Para realizar la conferencia los delegados se basan en los informes del Comité Internacional de Pesas y Medidas
En 1960, en la undécima CGPM, el sistema de medidas, primero conocido como Sistema métrico decimal y más tarde su ampliación, conocido como sistema MKS, fue llamado oficialmente Sistema Internacional de Unidades.

## Reuniones de la CGPM y decisiones importantes
| 1.ª (1889)  | Se definió al kilogramo como la masa del kilogramo patrón internacional construido en platino-iridio, que se encuentra en la Oficina Internacional de Pesas y Medidas (Bureau international des poids et mesures), en Sèvres, Francia. Se adoptó además el metro patrón internacional. Se adoptó el quilate, equivalente a 200 mg. |
| 5.ª (1913)  | Se propuso la escala internacional de temperatura. |
| 6.ª (1921)  | Se revisó la Convención del Metro. |
| 7.ª (1927)  | Se creó el Comité Consultivo sobre electricidad (CCE). |
| 8.ª (1933)  | Se reconoció la necesidad de contar con una unidad eléctrica absoluta. |
| 9.ª (1948)  | Se definieron el amperio, el bar, el culombio, el faradio, el henrio, el julio, el newton, el ohmio, el voltio, el vatio y el weber. Se eligió el grado Celsius de entre las tres designaciones en uso por aquella época. La l (L minúscula) fue adoptada como símbolo del litro. Se aceptaron tanto la coma como el punto, como indicadores de cifras decimales. Se modificaron los símbolos del estéreo y del segundo. Se propuso, pero no fue adoptado, el regreso al sistema numérico de la Escala numérica larga. |
| 10.ª (1954) | Se definieron el kelvin y la atmósfera normalizada. Se comenzó a gestar lo que sería el Sistema Internacional de Unidades (metro, kilogramo, segundo, amperio, kelvin, candela). |
| 11.ª (1960) | Se redefinió el metro en función de la longitud de onda de la luz. Se adoptaron las siguientes unidades: hercio, lumen, lux, y tesla. Se dio al nuevo sistema métrico el símbolo oficial de SI por Système International d'Unités, el modernizado «sistema métrico internacional». Se confirmaron los prefijos pico, nano, micro, mega, giga y tera. |
| 12.ª (1964) | Se repuso la definición original de litro = 1 dm³ como unidad aceptada por el SI. Se fijaron los prefijos atto y femto. |
| 13.ª (1967) | Se redefinió el segundo como la duración de 9 192 631 770 períodos de la radiación correspondiente a la transición entre dos niveles hiperfinos del estado fundamental del átomo de cesio-133 a una temperatura de 0 K. El grado Kelvin fue renombrado como kelvin. Se redefinió la candela. |
| 14.ª (1971) | Se definió la nueva unidad fundamental mol. Se aprobaron el pascal y el siemens. |
| 15.ª (1975) | Se adoptaron los prefijos peta y exa. Se adoptaron las unidades radiológicas gray y bequerelio. |
| 16.ª (1979) | Se definieron la candela y el sievert. Se permitió el uso de los símbolos l y L en forma provisional para referirse al litro. |
| 17.ª (1983) | Se redefinió el metro en función de la velocidad de la luz, manteniendo inalterada su longitud. |
| 18.ª (1987) | Se adoptaron valores convencionales para la constante Josephson, KJ, y la constante von Klitzing, RK, en preparación para definiciones alternativas del amperio y el kilogramo. |
| 19.ª (1991) | Se definieron los prefijos yocto, zepto, zetta y yotta. |
| 20.ª (1995) | Las unidades suplementarias del SI (radián y estereorradián) se clasificaron como «unidades derivadas». |
| 21.ª (1999) | Se adoptó una nueva unidad derivada del SI, el katal (equivalente a un mol por segundo), para la expresión de la actividad catalítica. |
| 22.ª (2003) | Se reafirmó la validez de la coma o el punto como elementos para indicar cifras decimales, y no como símbolos de agrupamiento para facilitar la lectura; los números pueden agruparse de a tres para facilitar la lectura; pero no se deben utilizar ni comas ni puntos en los espacios entre grupos. |
| 23.ª (2007) | Se emitió una aclaración sobre el kelvin y comentarios sobre posibles revisiones de algunas unidades base. |
| 24.ª (2011) | Se propuso revisar las definiciones de unidades del SI, incluyendo la redefinición del kilogramo en relación con la constante de Planck como asunto principal, a reserva de ciertos criterios técnicos encontrados. |
| 25.ª (2014) | Se reafirmó la intención de redefinir las unidades del SI, incluyendo el kilogramo, el amperio, el kelvin, y el mol. |
| 26.ª (2018) | El kilogramo, el amperio, el kelvin y el mol fueron redefinidos en esta reunión, en términos de la constante de Planck, la carga elemental, la constante de Boltzmann y la constante de Avogadro, respectivamente. |
| 27.ª (2022) | Se definieron los prefijos quecto, ronto, ronna y quetta. Se inició la planificación para eliminar el segundo intercalar y estabilizar el DUT1 para 2035. |

Durante cada conferencia general, los miembros se basan en los informes del Comité Internacional de Pesas y Medidas (CIPM) que describen el trabajo realizado. Luego, toman las medidas apropiadas para la extensión y/o mejora del Sistema Internacional de Unidades (SI), así como disposiciones y recomendaciones generales en materia de metrología. También se analizan las decisiones administrativas relacionadas con el funcionamiento de la Oficina Internacional de Pesas y Medidas (OIPM).